# 2,7-dihydrothiepine
2,7-dihydrothiepine is een heterocyclische organische verbinding met als brutoformule C6H8S. Het is een partieel verzadigde variant van thiepine.